# Castell de Domenyo
El castell de Domenyo està ubicat a la part alta d'un turó al costat del lloc on es trobava l'antiga població de Domenyo (abandonada a la dècada dels anys 60 del segle xx, per a la construcció de l'Embassament de Loriguilla), a la comarca dels Serrans i posseeix una panoràmica de les rambles del riu Túria i del seu afluent, el Riu Toixa (també anomenat Xelva).
El seu recinte, que s'adapta perfectament a la topografia del terreny en què es troba, és lleugerament allargat i rectangular.
Tot i que ha estat declarat Bé d'interès cultural de la província de València, encara no ha estat anotat ministerialment, i per això no posseeix més que un codi identificatiu, el 46.10.114-001.
Del castell original encara es poden veure les muralles i algunes torres de tipus rectangular, les quals van ser utilitzades més tard com a habitatges. Poden distingir-se els basaments de la torre de l'homenatge i de diverses construccions annexes auxiliars.
Es pot considerar que el castell és d'origen musulmà, controlant, des de la seva estratègica situació, el tràfic de València a les poblacions de la Serrania. El castell va poder ser abandonat després de la Reconquesta, i va ser rehabilitat en 1839 durant la Primera Guerra Carlina pel general isabelí Aspiroz. Actualment es troba en estat ruïnós.